# 夜店

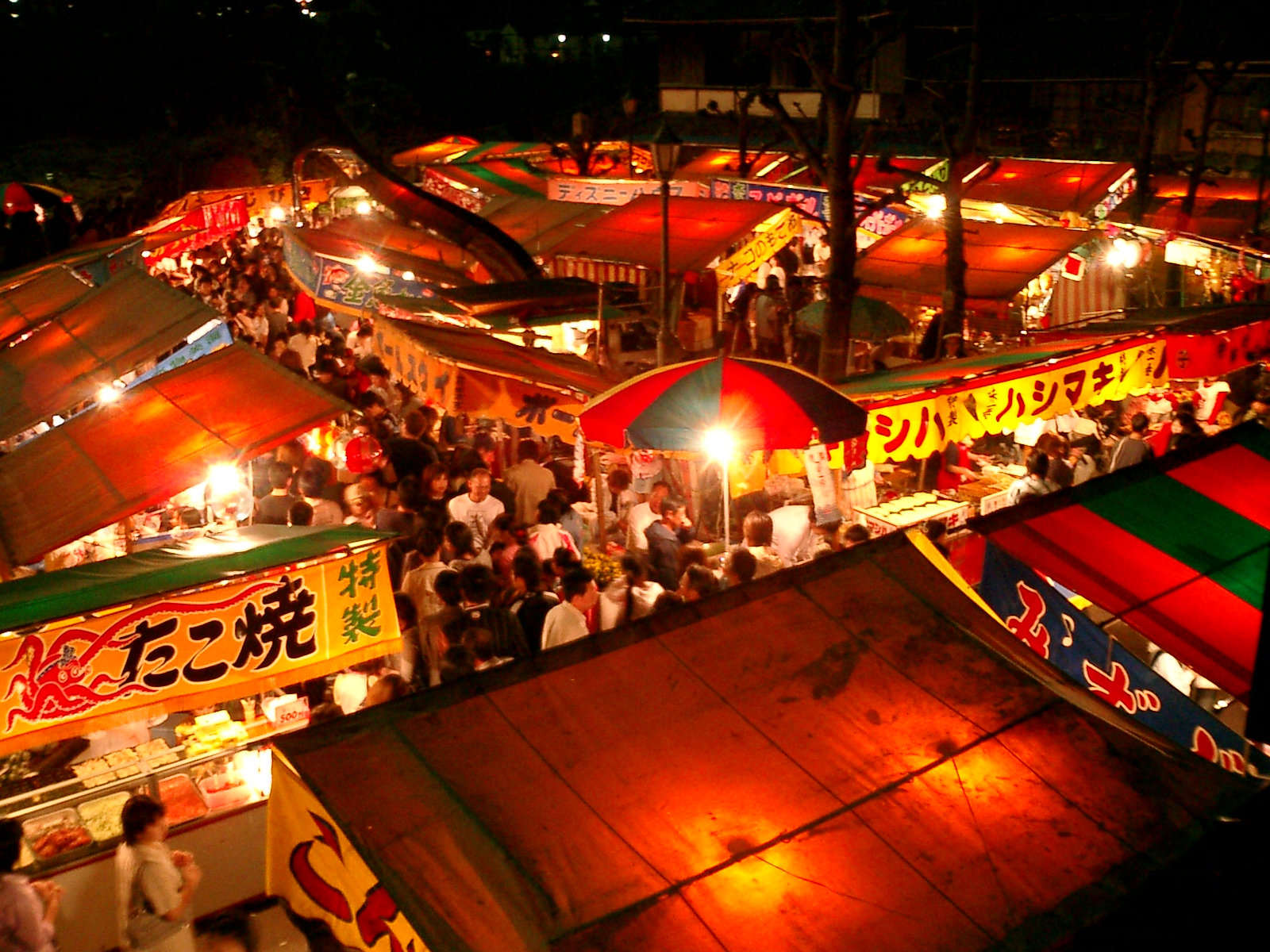
花まつり・鮎まつりの夜店（兵庫県加東市）

夜店（よみせ）とは、夜に開かれる商店のこと。古くから夏祭りの際に出回る屋台などが夜店と呼ばれる。近年では、キャバクラやバーなど夜に営業を行う店も夜店のひとつに数えられることがある。
夏の風物詩として知られ、夏の季語にもなっている。
元々は、吉原遊廓における夜間の営業を指す語であった。
縁日の屋台などとしての夜店が出現したのは江戸時代後期で、最も早く出現したのは大坂で、江戸では文政年間に出現し、当初の照明はカンテラ等であった。
その後、その形態の夜店の照明は昭和初期～昭和40年代頃はアセチレンランプ、昭和末期～平成前半は電球が使用された。